# Гари (Ардатовский район)
Га́ри — село в Ардатовском районе Нижегородской области России. Входило в состав упраздненного Чуварлей-Майданского сельсовета. В данный момент входит в состав городского поселения рабочего поселка Ардатов.

## Этимология
Название села означает его расположении в месте, где выжжен лес с целью последующего использования земли под пашню.

## История
Село Гари расположено на р. Чуварлейке. Ближайшим к селу в середине XIX в. торговым трактом была дорога, соединявшая Ардатов с Темниковом. В конце 50-х гг. ХІХ в. Гари относилось к первому стану Ардатовского уезда. В селе имелся православный храм. Население Гарей в 1859 г. распределялось по 135 дворами составляло 887 человек обоего пола (415 мужчин и 472 женщины). Крестьяне села накануне освобождения от крепостной зависимости были крепостными помещика Блузова.
В 1897 г. в селе проживало 778 человек. Из них 318 мужчин и 460 женщин. Согласно переписи 1897 г., в Гарях пришлого населения не было. В 1887—1889 гг. в Гарях насчитывалось 165 домов с числом жителей 978 душ.
Главным занятием жителей было хлебопашество, которое затруднялось тем, что Гари лежат в южной стороне Ардатовского края и окружены со всех сторон, за исключением стороны, обращенной к Ардатову, лесами. Крестьяне прилагали большие усилия по расчистке земли от лесов и кустарника, удобряли почву всем, чем можно. Но земля, будучи песчаной и с большим количеством камня, все эти старания делала почти напрасными.
Наделы земли на душу были по 4 десятины. Вследствие плохой производительности земли в Гарях скота содержалось мало: 120 лошадей, 182 головы крупного рогатого скота и 620 — мелкого. Землевладение было общинное, наделы имели все крестьяне. Свои земельные участки крестьяне возделывали сами, без работников. Кроме своих наделов некоторые крестьяне имели ещё дополнительные земельные участки: Авдеев — 18 десятин, Тутунькин — 10 десятин, Уланов −10 десятин, Жеголев −10 десятин.
После освобождения крестьян земледелие в Гарях значительно улучшилось. Помещичья земля была так заброшена, что крестьяне её не брали, когда им предлагали. А позднее всю расхватали и даже показалось мало.
Местные земледельцы расчищали поля для посевов и арендовали землю у соседних помещиков, хотя и в небольшом количестве, до 100 десятин пахотной земли. Недоимок было много. Объяснялось это тем, что в продолжение 4 лет каждую осень здесь появлялся червь, который совершенно уничтожал хлеб.
Хотя и достаточен был душевой надел крестьян с. Гари, но жители были очень бедны вследствие недоброкачественности и скудной производительности почвы. Из продуктов сельского хозяйства ни один не шел на продажу.
Наоборот, некоторые приходилось даже покупать. Своего хлеба в большинстве случае хватало для семьи только на полгода. Что касалось яровых, то из них лучше родилась гречиха, которая любит песчаную почву, поэтому жители села её больше прочих сельскохозяйственных культур и сеяли. Овес, ячмень, просо почти совсем не родились, между тем в них чувствовалась большая нужда для корма скота, поэтому приходилось их также закупать.
Крестьяне старались посадить больше картофеля, потому что песчаная земля была удобна для этой культуры. Но так как картофель требовал тоже удобренной земли, ау крестьян из-за недостатка кормов было мало скота, навоза для удобрения не хватало, то картофель выращивался в малом количестве и только для себя.
Подспорьем к основному занятию жителей Гарей — хлебопашеству — были промыслы: торговля ножами и замками, но главным был санный промысел. Начало этого промысла своими корнями уходит в далекую старину. Причинами его возникновения нужно считать плохую производительность земли, близость и дешевизну леса, наконец, простоту работы и легкость сбыта.
Во второй половине XIX в. с. Гари известно как центр изготовления деревянных саней и лодок, так называемых «душегубок», выдалбливавшихся из цельного осинового бревна.
Производство саней было разделено на две отрасли: на изготовление полозьев и собственно саней. Изготовлением саней в Гарях занимались крестьянские семьи без привлечения наемных рабочих. Дети к промысловым работам приучались очень рано, с 10-11 лет, как только они были в состоянии держать топор. Дети начинали самостоятельную работу под руководством и присмотром своих родных.
Материалом для изготовления саней служили различные деревья: дуб, вяз, ель, береза. Дуб употреблялся для полозьев, вяз — для связывания их, ель — для наклесок и береза- для прясел.
Главными местами сбыта изделий считались базары с. Череватова и г. Ардатова. Вообще область сбыта ограничивалась базарами Ардатовского уезда и базаром г. Арзамаса.
Грамотность в Гарях была очень низкой, хотя здесь имелось училище. Грамотных в селении было не более 120 человек, и то только мужского пола, а грамотных женщин совсем не было. Но стремление к обучению детей у местных крестьян сохранялось всегда.
В начале XX в. село было центром Гарской волости.
В 1904 г. в селе имелись два заведения бакалейно- гастрономической торговли, принадлежавшие Н. А. Калмыковой и В. З. Мокрову.
В 1910 г. в Гарях имелось 233 двора, составлявших одно общество.
В 1912 г. в селе числилось 252 двора, в которых проживало 1034 человека, и насчитывалось 910 голов скота.
В 1934 г. образовался гарский колхоз, первым председателем которого стала Прасковья Ивановна Колганова.
Жители села принимали участие в Великой Отечественной войне. На фронт было мобилизовано 74 человека, б0 из них погибли.
По данным обследования 1978 г., село значилось усадьбой производственного назначения совхоза «Чуварлей-Майданский», здесь располагалась ферма по откорму крупного рогатого скота. В селе числилось 94 хозяйства; проживало 257 человек (104 мужского и 153 женского пола).
В 1977 г. родилось 2 человека, умерло — 6. Жилой фонд составляли 94 дома, построенные в основном в 1945 −1977 гг. Жители брали воду из колодцев, дома отапливали печами, пользовались баллонным газом. В селе работали начальная школа.
Другие учреждения соцкультбыта находились в селах Кавлей (2 км), Чуварлей-Майдан (6 км) и р. п. Ардатове. Населенный пункт классифицировался как неперспективный.
По данным анкетирования 1992 г., село сохранило свой административный статус. В селе числилось 64 хозяйства, проживало 128 человек (51 мужского и 77 женского пола), из них 35 трудоспособных, 11 школьников и 5 детей дошкольного возраста. Жители держали в личных подворьях 48 голов крупного рогатого скота, 59 свиней и 27 овец. Жилой фонд составляли 64 дома, 2 дома заселялись сезонно. Жители брали воду из колодцев, дома отапливали печами, пользовались баллонным газом. В селе действовали фельдшерско-акушерский пункт, начальная школа, клуб, сельмаг, почтовая контора. Другие учреждения соцкультбыта находились в селах Кавлей, Чуварлей-Майдан и р. п. Ардатове.
Сообщение с областным и районным центрами и центральной усадьбой совхоза, станцией железной дороги (Мухтолово) осуществлялось автобусом и на попутных машинах. Подъезд к селу по комбинированной дороге.
В селе находится памятник воинам, погибшим в Великой Отечественной войне 1941—1945 гг.
На территории села стоит заброшенная церковь.

## Географическое положение
Село Гари находится на юго-западе Нижегородской области России на берегах небольшой речушки, являющейся правым притоком реки Канерги, место впадения — 1,5 км к югу от села. Расстояние от Гарей до административного центра муниципального округа Ардатова — 17 км на северо-восток. Село соединено просёлочными дорогами на северо-западе с селом Чуварлей-Майдан (расстояние 5 км), на северо-востоке — селом Кудлей (4 км) и с селом Журелейка (10 км), на юго-западе — с деревней Кавлей (2 км). С севера и с юга село обступают лиственные леса. Высота над уровнем моря около 155 метров.
Село Гари, как и вся Нижегородская область, находится в часовой зоне МСК (московское время). Смещение применяемого времени относительно UTC составляет +3:00.

## Административная принадлежность
Село Гари входит в состав административно-территориального образования Рабочий посёлок Ардатов Ардатовского муниципального округа Нижегородской области Российской Федерации.

## Климат
Село находится в зоне умеренно-континентального климата, который характеризуется холодной продолжительной зимой и тёплым, но достаточно коротким летом. За год выпадает в среднем 450—550 мм осадков, из них 68 % — в виде дождя и 32 % — в виде снега. Среднегодовая относительная влажность воздуха — 76 %. Снежный покров достигает 50 см, а в особо снежные зимы может достигать одного метра и более.
Весна приходит резко, обычно к середине апреля, при этом вплоть до середины мая нередки заморозки. Лето сравнительно короткое и достаточно жаркое — в отдельные годы температура может достигать 36 °C. Шапка лета приходится на июль. В конце весны и лета нередки грозы — их может случаться до 20 за год, почти каждый год выпадает град. Осень приходит в сентябре и стоит до начала ноября, но уже в сентябре нередки заморозки. Зима наступает в начале ноября и продолжается до середины марта. Обычно первый снег выпадает в октябре и держится в течение пяти месяцев, сходит к 10—15 апреля. Почва промерзает на глубину 70—90 см.
Вегетационный период составляет 189 дней, продолжительность безморозного периода — 137 дней.

## Население
| Численность населения | Численность населения | Численность населения | Численность населения | Численность населения | Численность населения | Численность населения | Численность населения | Численность населения | Численность населения |
| 1859                  | 1897                  | 1912                  | 1916                  | 1978                  | 1992                  | 1999                  | 2002                  | 2010                  | 2021                  |
| --------------------- | --------------------- | --------------------- | --------------------- | --------------------- | --------------------- | --------------------- | --------------------- | --------------------- | --------------------- |
| 887                   | ↘778                  | ↗1034                 | ↗1071                 | ↘257                  | ↘128                  | ↘124                  | ↘112                  | ↘51                   | ↘32                   |

## Инфраструктура
В селе две улицы: Почтовая и Школьная.